# ザ・クラフト
『ザ・クラフト』（原題：The Craft）は、1996年制作のアメリカ合衆国のオカルト・ホラー映画。ロビン・タニー、フェアルザ・バルク、ネーヴ・キャンベル、レイチェル・トゥルー、スキート・ウールリッチ出演。
魔術をめぐる4人の女子高生の闘いを描く。2020年には続編『ザ・クラフト: レガシー』が公開された。
テクニカル・アドバイザーとして、世界的な魔女団体「女神の盟約」（COG）の主要メンバーである本物の“魔女”パット・デヴィンを迎えた。
主演のロビン・タニーは1995年に出演した『エンパイア レコード』の役作りで頭をスキンヘッドにしていたため、この撮影時にはカツラをかぶっていたという。

## あらすじ
サンフランシスコからロサンゼルスに引っ越して来た女子高生サラは、転入先の高校で“魔女3人組”と呼ばれ嫌われているナンシー、ロシェル、ボニーから仲間に入るよう誘いを受ける。黒魔術に関心を持っていた3人は魔女を母に持ち、やはり強い霊感を持つサラを利用しようと考えたのだ。
仲間となったサラはその威力を発揮して次々と周りの難題を打開していくが、3人はやがて魔術を悪用し暴走し始める。サラは仲間から抜けようとするが、3人はそれを許さず、サラと3人は魔術を使った最終決戦に突入していく。

## キャスト
※括弧内は日本語吹替
- サラ・ベイリー - ロビン・タニー（岡本麻弥）
- ナンシー・ダウンズ - フェアルザ・バルク（高山みなみ）
- ボニー - ネーヴ・キャンベル（大坂史子）
- ロシェル - レイチェル・トゥルー（麻生まどか）
- クリス・フッカー - スキート・ウールリッチ（高木渉）
- ローラ・リジー - クリスティン・テイラー
- グレース・ダウンズ - ヘレン・シェイヴァー
- リリオ - アスンプタ・セルナ
- サラの父 - クリフ・デ・ヤング（辻親八）